# George Sluizer
George Sluizer (Paris, 25 de junho de 1932 — Amsterdã, 20 de setembro de 2014) foi um cineasta holandês, nascido na França. É mais conhecido pela direção de Dark Blood, o último filme do falecido ator norte-americano River Phoenix. Também dirigiu diversos filmes lusófonos, entre eles o brasileiro A Faca e o Rio e o português Mortinho por Chegar a Casa.